# Sloup Nejsvětější Trojice (Karlovy Vary)
Sloup Nejsvětější Trojice (též nazýván trojiční sloup nebo mariánský sloup, někdy i morový sloup) v Karlových Varech se nachází na Tržišti v historickém centru města. Vrcholně barokní sloup se třemi sochami světců byl zřízen nákladem hraběnky Vrtbové a vztyčen v roce 1716. Ústředním motivem je Korunování Panny Marie Neposkvrněného početí Svatou Trojicí. Autorem je sochař Oswald Josef Wenda, kamenické práce provedl Andreas Anton Ingrisch, podstavec zhotovil Elias Damm.
Ústřední téma vyobrazení, tedy Korunování Panny Marie Svatou Trojicí, je u barokních sloupů tohoto typu zcela výjimečný a v Čechách se s Korunovací Panny Marie na žádném jiném barokním sloupu nesetkáme. Autor dokázal výběrem ikonografie spojit dvě důležitá témata katolické víry. Pannu Marii, uznávanou přímluvkyni u Boha, a Svatou Trojici, jejíž kult byl v oné době rovněž podporován.
Pomník byl prohlášen kulturní památkou, je památkově chráněn od 3. května 1958, event. 5. února 1964, rejstř. č. ÚSKP 19913/4-873.

## Historie sloupu

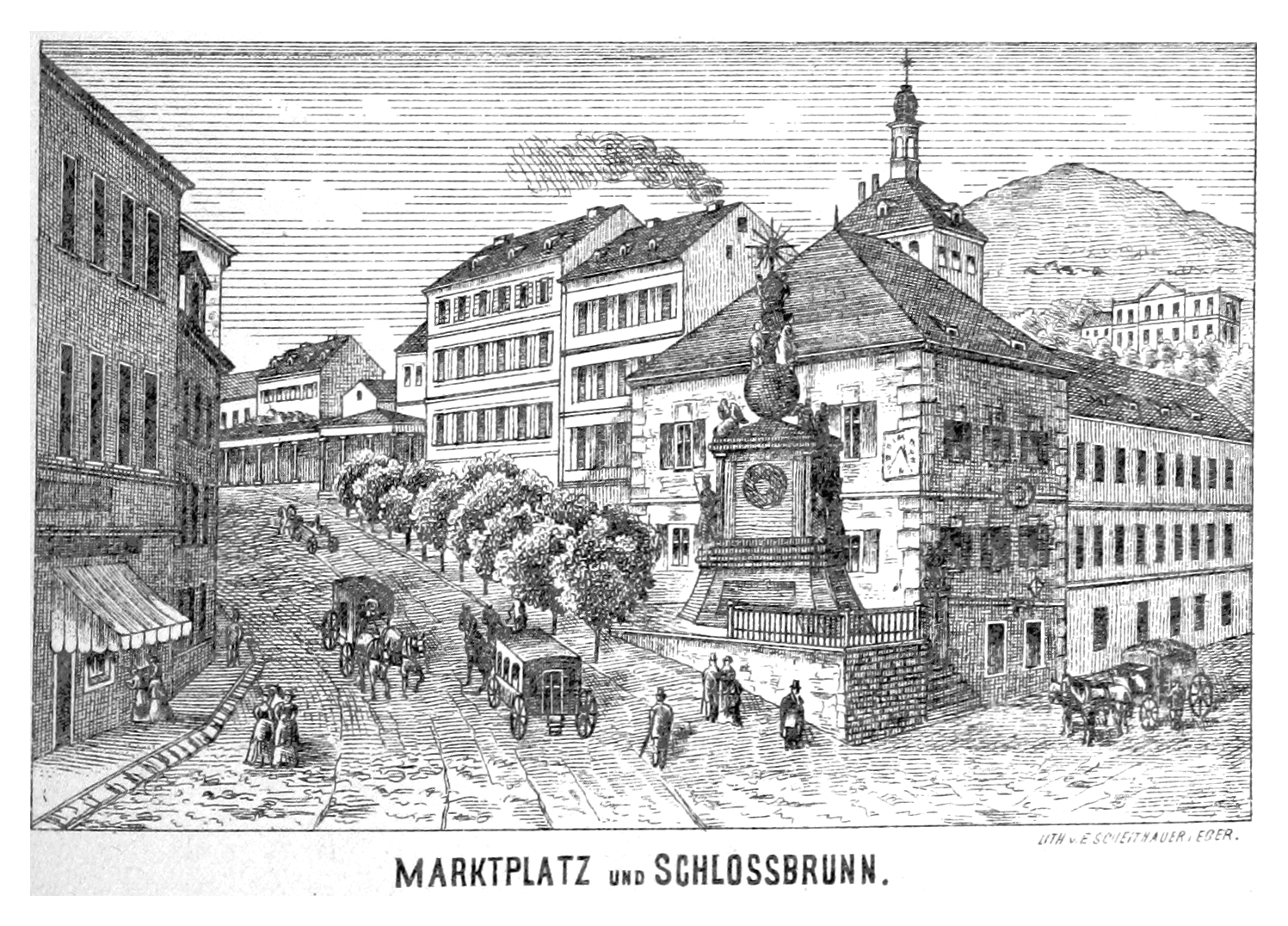
Tržiště, sloup Nejsvětější Trojice a bývalá radnice, z roku 1883

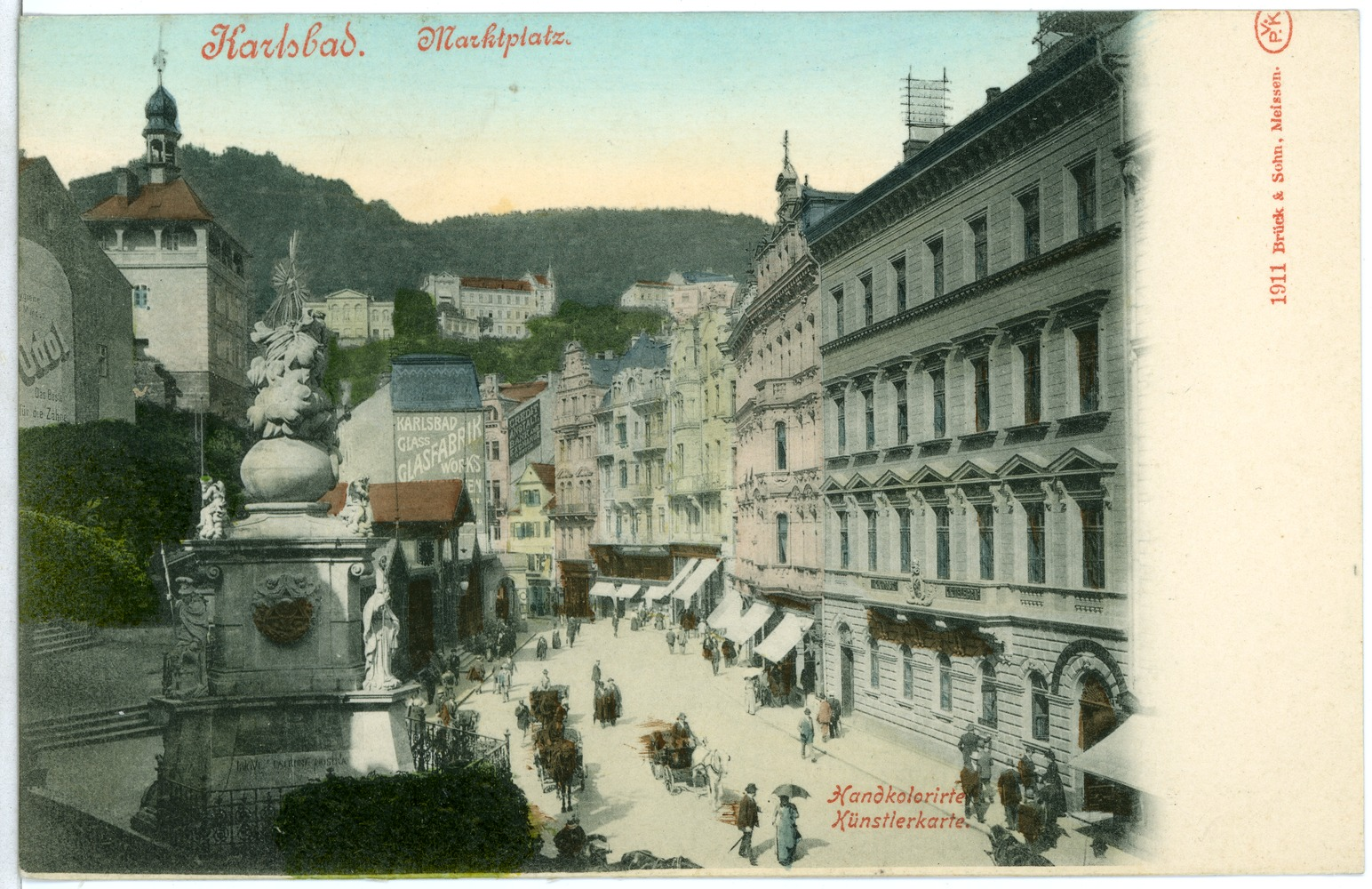
Tržiště a sloup Nejsvětější Trojice, kolorovaná pohlednice z roku 1901

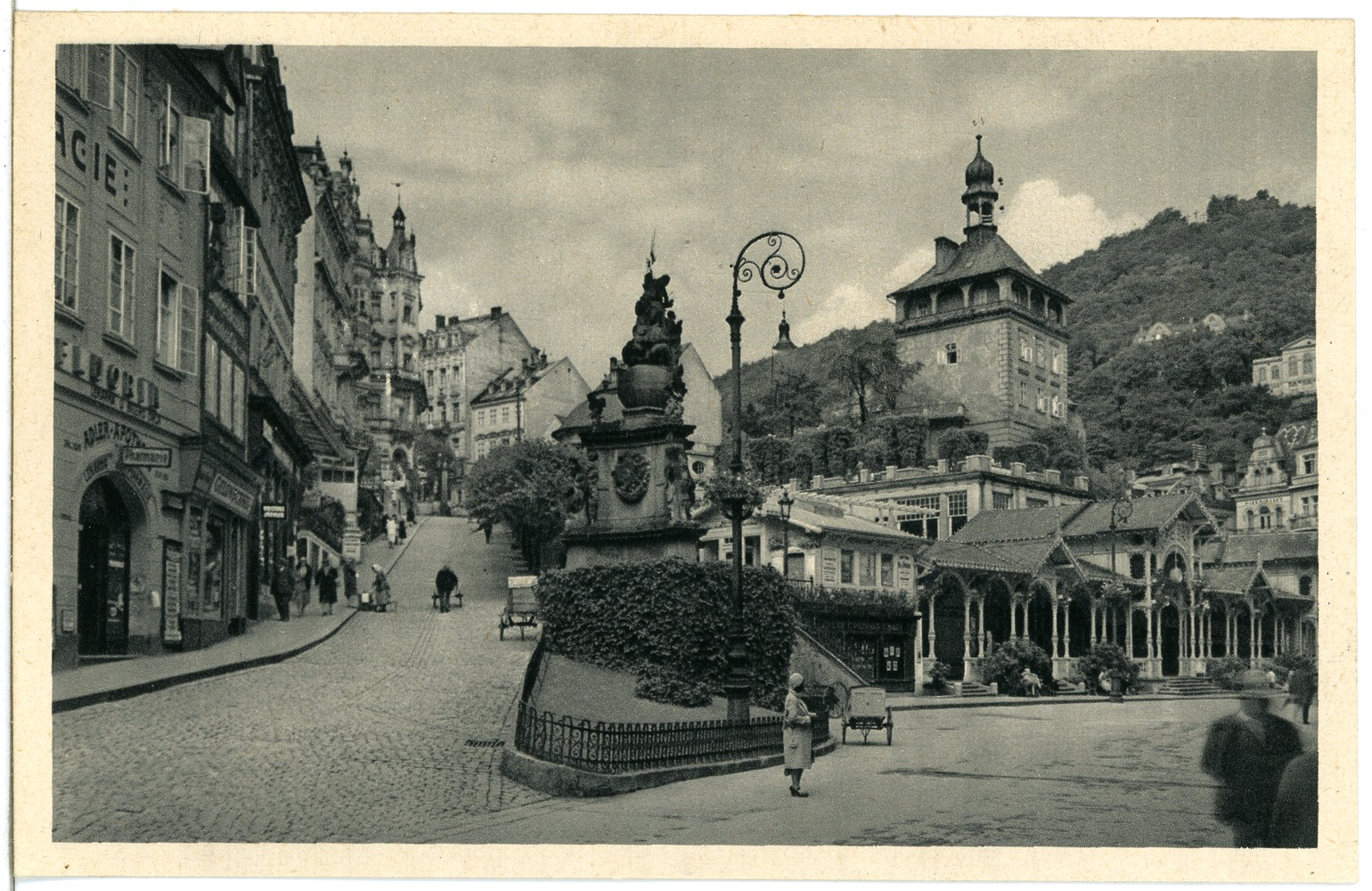
Tržiště, sloup Nejsvětější Trojice, Zámecká věž a Tržní kolonáda, z roku 1930

Vrcholně barokní sloup se sousoším Nejsvětější Trojice byl postaven z vděčnosti za to, že se městu v roce 1713 vyhnula morová epidemie. Podle Hüttnerovy kroniky z roku 1823 byl sloup zřízen nákladem hraběnky z Vrtby, která na jeho stavbu věnovala 1 000 zlatých. V soudobých pramenech však jméno hraběnky z Vrtby nenajdeme, je zmiňována pouze štědrá dárkyně finančních prostředků. Dalších 700 zlatých věnovala karlovarská městská rada a jistou částkou přispěl řád Křižovníků s červenou hvězdou. Obnos byl pak svěřen tehdejšímu karlovarskému faráři Františku Böhmovi, příslušníku řádu Křižovníků s červenou hvězdou.
Po schválení modelu sloupu byla dne 19. listopadu 1714 uzavřena smlouva mezi farářem Františkem Böhmem, karlovarskou radnicí a žlutickou kamenickou dílnou sochaře Oswalda Josefa Wendy. Smlouva obsahovala ujednání o vzájemných závazcích mezi Oswaldem Josefem Wendou a objednavateli. Mimo jiné zde bylo uvedeno, že na náklady města budou zhotoveny základy sloupu a budou nalámány a na místo stavby dopraveny již částečně zpracované kameny. Wenda se oproti tomu zaručil, že sousoší zhotoví v co nejkratší době, zajistí výrobu paprsků z kovu kolem Ducha svatého a zlatou výzdobu horního dílu sloupu (svatozář a holubici Ducha svatého, korunu, žezlo Boha Otce, srpek měsíce, hvězdy uprostřed reliéfů a zakončení berel světců). Smluvní cena za provedenou práci činila 500 zlatých.
Místo stavby bylo vybráno v rohu tržiště u ústí ulice ze Zámeckého vrchu před nárožím radnice. Stavba probíhala v letech 1715–1716 pod vedením sochaře Wendy. Materiál, jemnozrnný pískovec, byl dovezen z Nové Role a Vysoké. Wenda vypracoval plastiky vrcholné scény a dekor, ke zpracování ostatních partií přispěli dílenští spolupracovníci; kamenické práce provedl Andreas Anton Ingrisch, podstavec postavil Elias Damm. V roce 1716 byla stavba dokončena a slavnostně vysvěcena farářem Františkem Böhmem. V archivních dokladech uložených ve Státním okresním archivu Karlovy Vary je událost popsána tehdejším kronikářem takto:
Na řečené trojiční statui pracovali sochař a kameníci dva roky. Pan farář Böhm vedl děkovné procesí ke cti Nejsvětější Trojice a statui slavnostně posvětil.

Sloup byl původně do okolního prostředí zasazen se záměrem vizuálně jej přímo propojit s kostelem sv. Máří Magdalény. Sloup Nejsvětější Trojice byl vidět od východu z kostela a naopak od sloupu bylo vidět kostel. Toto propojení přestalo existovat v roce 1744, kdy mezi oběma objekty byla postavena budova Vřídla. Dnešní podobu sloupu též ovlivnily, nikoliv pozitivně, následné restaurátorské a konzervátorské zásahy. V roce 1900 byl sloup obnoven J. Watzkem a v zimě na přelomu let 1930–1931 kamenickým mistrem Peterem Wolfem.

## Popis sloupu a ikonografie
Sloup Nejsvětější Trojice ve stylu vrcholného baroka z jemnozrnného pískovce je postaven v ulici Tržiště v historickém centru města. Dosahuje výšky 9 metrů. Na zídce ze žulových kvádrů, která vyrovnává svažitý terén, je umístěn hladký sokl řešený trojúhelníkovým půdorysem s konkávně probranými a šikmo zkosenými rohy. Ukončen je profilovanou římsou, na které jsou na nárožích osazeny sochy sv. Vojtěcha, sv. Augustina a sv. Floriana. Svatý Vojtěch a svatý Augustin – oba patří k hlavním světcům řádu Křižovníků s červenou hvězdou – jsou provedeni v bohatě modelovaném rouchu, na hlavě mají mitru a v ruce drží berlu. Svatý Florian, patron hasičů, je oděn do brnění a přes ramena má přehozen plášť na pravém rameni svázán do uzle. Na hlavě má přilbu ozdobenou třemi pery. V pravé ruce drží korouhev, v levé putnu, ze které hasí hořící dům u svých nohou. Každá ze tří stran mezi světci je opatřena šesticípou hvězdou, která tvoří schránku původně určenou na svítilnu. Kolem hvězd je vytesán reliéf doplněný v horní části čtyřmi hlavami andílků a ve spodní květinovou girlandou. Na horní římse sedí tři andělské alegorické postavy představující víru, naději a lásku, se symboly teologických ctností – křížem, srdcem a kotvou.
Uprostřed na nízké podnoži je umístěna zeměkoule (ta částečně nahrazuje tělo sloupu, které zde zcela chybí) nesoucí oblak s hlavní skupinou sousoší. Na pozlaceném srpku měsíce a na zeměkouli ovinuté hadem dědičného hříchu stojí oděna ve splývavé roucho se sepjatýma rukama Panna Marie Neposkvrněného početí. Nad ní jsou osazeny sedící postavy Boha Syna s křížem, který korunuje Pannu Marii, a Boha Otce s pozlaceným žezlem, jenž tomuto výjevu žehná. Celek uzavírá kovová svatozář ve tvaru trojúhelníku s letící holubicí Ducha svatého uprostřed.
Na bočních stranách spodní části podstavce jsou vyryty zbožné modlitby k Nejsvětější Trojici a Panně Marii s chronogramy na rok 1716.
Na přední (východní) straně je nápis:
SANCTA MARIA VIRGO
DEIPARA ESTO HIC
IBIQVE PATRONA NOSTRA

(česky) Svatá Marie, Panno Bohorodičko, budiž zde i tam ochránkyně naše

Na levé (jihozápadní) straně: 
LAVS DEO PATRI
DEO FILIO
DEO SPIRITVI SANCTO

(česky) Chvála Bohu Otci, Bohu Synu, Bohu Duchu svatému

Na pravé (severozápadní) straně: 
PER SANCTOS ISTOS
ADIVVA NOS
SANCTISSIMA TRINITAS

(česky) Prostřednictvím svatých těchto podporuj nás, Nejsvětější Trojice

Na podstavci jsou dále umístěny tři menší nápisy:
ERECT 1716 J. WENDA

RENOV. 1909 J. WATZEK

REN. 1931 P. WOLF

Sloup je na okraji terasy ohraničen kovaným zdobeným plůtkem.